# The Red Van

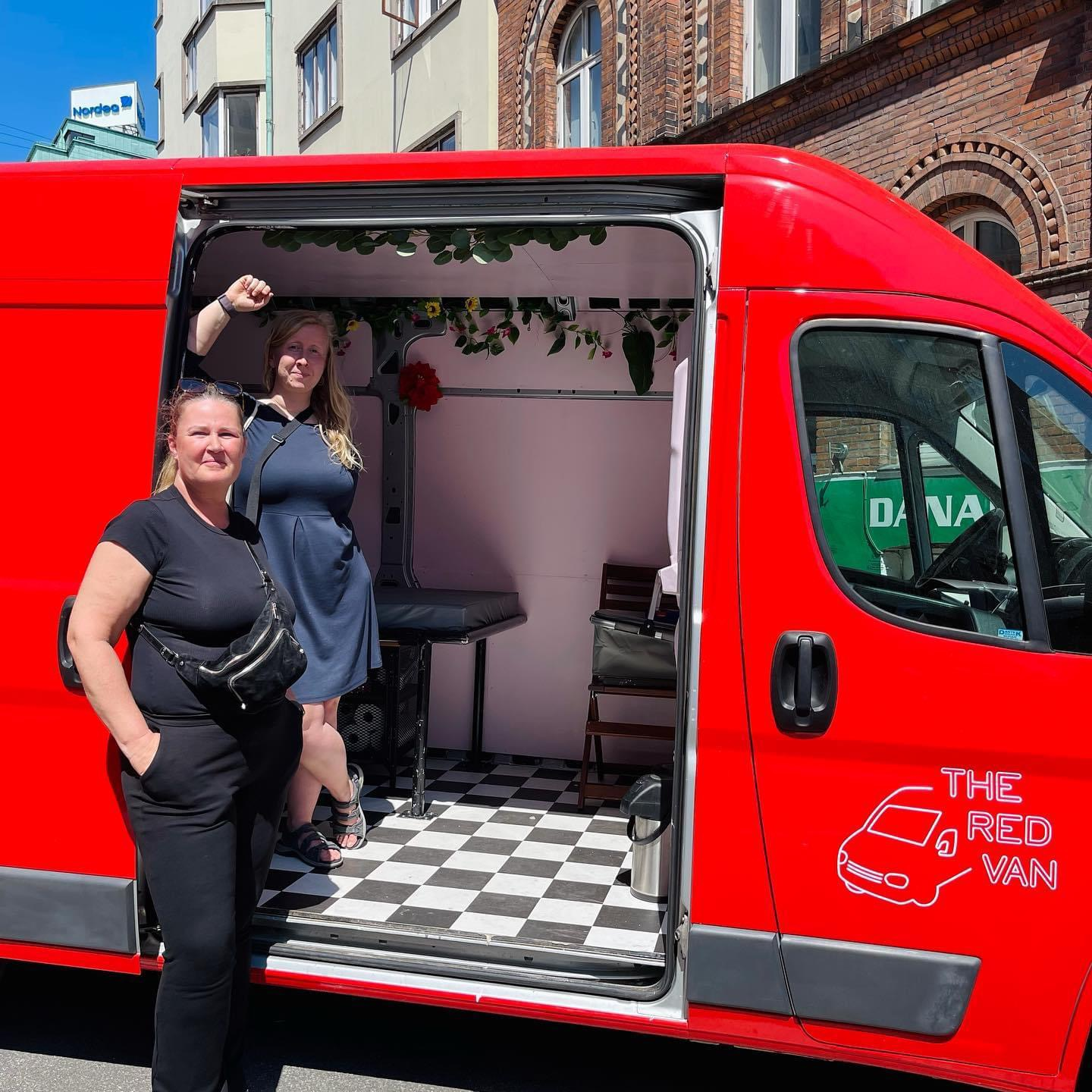
The Red Van, 2019.

The Red Van (tidigare Sexelancen) är en dansk ideell förening grundad 2016. Den arbetar med skademinimering bland gatuprostituerade i Köpenhamn.
Föreningen erbjuder stöd och vägledning till gatubaserade sexarbetare på Vesterbro i Köpenhamn. Det görs genom att erbjuda en mobil enhet som kan fungera som en trygg arbetsplats och plats för rådgivning. Man verkar också för ökade rättigheter för danska sexarbetare.

## Historik

### Bakgrund och Sexelancen
Föreningen grundades 2016, i samband med att Foreningen Minoritet och Sexarbejdernes Interesseorganisation (SIO) i samarbete köpte och byggde om en utrangerad ambulans till en "mobil sexklinik". Målet var att ge gatubaserade sexarbetare en möjlighet att betjäna sina kunder under tryggare omständigheter.
Den 9 november 2016 invigdes föreningens första mobila enhet, under namnet "Sexelancen".

### The Red Van
2019 bytte föreningen ut ambulansen mot en röd skåpbil. Föreningen bytte samtidigt namn till The Red Van, och Sexelancens logotyp med ett rött paraply, internationell symbol för sexarbetare, byttes ut mot en teckning av en röd skåpbil. Den röda färgen är dock kvar, som en påminnelse om det röda paraplyet – sedan 2001 en internationell symbol för sexarbetares rättighetsrörelse.
2023 säkrade föreningen stöd från Köpenhamns kommun. Detta syftade till att stärka den frivilliga insatsen i föreningen. Medlen skulle också gå till en politisk och frivillig koordinator. Man siktade på att utöka öppettiderna och säkra fortsatt drift för verksamheten. Samma år fick man statligt stöd, baserat på att föreningen arbetade med våldsutsatta kvinnor. Under 2024 "användes" skåpbilen totalt 785 gånger under de sammanlagt 77 nätter under året som skåpbilen var "i tjänst".
Samma röda skåpbil som 2019 användes 2024, på gatorna i Vesterbro nattetid torsdag, fredag och lördag. Den bemannades av föreningens volontärer, vilkas uppdrag var att se till att skåpbilen var i gott skick, ren, säker och användarvänlig för sexsäljare och -köpare. Volontärerna är ofta unga aktivister, i många fall studenter, som betraktar sexarbete som ett legitimt yrke och sexarbetarna i behov av att få sina rättigheter erkända. När skåpbilen används står volontärerna diskret en bit bort, men tillräckligt nära för att kunna upptäcka och rycka ut om något inuti skåpbilen går snett.

## Verksamhet
The Red Van arbetar med skademinimering, utifrån de risker som sexarbetare kan bli utsatta för på gatan. Det gäller bland annat utsattheten för våld eller otidigheter, liksom obehaget att behöva arbeta under öppen himmel i alla väder. Skåpbilens bemanning fungerar även som kontaktpersoner mellan sexarbetare, kunder och boende i området. Man arbetar för att informera politiker på lokal eller högre nivå omkring arbetsvillkoren och problematiken kring de gatuprostituerades liv och arbete i Köpenhamn.
Föreningen har deltagit på Folkemødet, festivaler som Talk Town och SexWorkTalks. Hösten 2021 publicerade BBC World News en poddbaserad dokumentär om The Red Van.

### Administration
Socialrådgivaren Line Helinarak Haferbier fungerade mellan 2018 och 2020 som ordförande i föreningen, och under samma period var socialrådgivaren Ida Clara Kirkeskov Riis vice ordförande. Mellan 2020 och 2023 fungerade fotografen och aktivisten Aphinya Jatuparisakul som ordförande i The Red Van.
Forskaren Sine Plambech från Dansk Institut for Internationale Studier har under ett antal år varit ledamot i styrelsen. 2023–2024 fungerade hon som föreningens ordförande.